# Aspistor
Aspistor — рід риб з родини Арієві ряду сомоподібних. Мав 3 види: Aspistor hardenbergi, Aspistor luniscutis та Aspistor quadriscutis, але двоє останніх були перенесені до роду Notarius. Таким чином, у складі роду залишився лише один вид Aspistor hardenbergi, але й він, можливо, належить до іншого роду — Hemiarius. В такому випадку назва Aspistor стає синонімом Notarius.

## Опис
Загальна довжина представників цього роду від 15 до 150 см. Голова невеличка, трохи витягнута, сплощена зверху. Очі маленькі. Є 2 пари коротких вусиків. Верхня щелепа довша. Тулуб масивний в частині черева, в області хвоста — подовжений. Спинний плавець помірно високий, зубчастий. Жировий плавець низький, короткий. Грудні плавці помірно довгі, з 1 гострим шипом. Анальний плавець трохи довше за жировий. Хвостовий плавець в цілому вузький, розрізаний.

## Спосіб життя
Зустрічаються в річках, їх гирлах, прісній й солонуватій воді. Воліють каламутні води з мулистим дном. Живляться переважно водними безхребетними, частково рибами.
Є об'єктом рибальства.

## Розповсюдження
Поширені у водоймах Бразилії та Гаяни.

## Види
- Aspistor hardenbergi